# Michal Jáně
Michal Jáně est un céiste tchèque pratiquant le slalom.

## Palmarès

### Championnats du Monde de canoë-kayak slalom
- 2010 à Tacen,  Slovénie

- Médaille de bronze en relais 3xC1

### Championnats d'Europe de canoë-kayak slalom
- 2010 à Čunovo,  Slovaquie

- Médaille d'argent en relais 3xC1